# Jean Guignebert
Pour les articles homonymes, voir Guignebert.
Jean Guignebert, né le 14 février 1897 à Pau et mort le 19 avril 1958 à Paris, est un journaliste, résistant et homme politique français.

## Biographie
Issu d'une famille d'intellectuels républicains et progressistes, Jean Guignebert suit des études de médecine et exerce jusqu'en 1926, année où il change totalement de métier pour devenir journaliste.
Il écrit dans plusieurs journaux français, mais c'est essentiellement pour L'Intransigeant qu'il écrit, notamment sur les questions internationales.
En 1935, il passe de la presse écrite à la radio, et devient rapidement le rédacteur en chef des informations de Radio-Cité.
Proche de la gauche sans être membre d'aucun parti, il soutient autant Léon Blum qu'il fréquente Frossard, mais se rapproche du parti communiste lorsque monte le danger fasciste, et notamment ceux du Comité pour la paix et l'amitié avec l'URSS.
Dans le domaine syndical, il adhère très vite au Syndicat national des journalistes, et participe à la création, en 1938, du syndicat CGT des journalistes.
Dès le début de la guerre, il est rédacteur en chef du centre d'information de la radiodiffusion nationale, qui produit l'unique journal radiophonique officiel, diffusé à la fois sur les ondes publiques et privées. Proche collaborateur du gouvernement, il démissionne logiquement après l'arrivée au pouvoir de Philippe Pétain.
Engagé dans la résistance en 1942, il participe aux travaux du Conseil national de la résistance, et inspire fortement les propositions de ce dernier pour la réorganisation de la presse. Ayant organisé les premières émissions de la Radiodiffusion française, à partir du 20 août, il est nommé secrétaire général à l'information du Gouvernement provisoire de la République française, avec rang de ministre, le 28 août 1944. 
Le 6 septembre 1944, il est nommé en conseil des ministres directeur général de la Radiodiffusion nationale (RN). La semaine suivante, sous le même titre, par un décret rétroactif du 27 octobre 1944, sa fonction est élargie pour englober celles d'administrateur général et de président du conseil supérieur de la radiodiffusion. Son orientation politique, socialiste "unitaire" favorable à l'union entre la SFIO et le PCF, lui vaut cependant d'être en butte à l'hostilité des ministres successifs de l'information. Il est progressivement privé de toute responsabilité "politique" au sein de la nouvelle Radiodiffusion française, avant d'être nommé président du conseil supérieur de la radio-diffusion, poste quasi honorifique et sans pouvoir réel, poste dont il est finalement limogé en mars 1946.
Son rôle dans la presse radiophonique devenant très marginal, il travaille ensuite de nouveau pour la presse écrite, et notamment Franc-Tireur.
Adhérent de la SFIO en 1945, il est élu conseiller municipal de Paris et conseiller général de la Seine en 1947. Membre de la tendance Bataille socialiste, il soutient contre la direction du parti une orientation d'union de la gauche. Exclu avec la plupart des responsables de sa tendance début 1948, il participe à la création du Parti socialiste unitaire. Membre du bureau national de ce parti, il est chargé de la propagande.
Lors de la crise interne qui secoue le PSU en 1951, il fait partie des minoritaires qui sont écartés de la direction. Il s'éloigne alors de ce parti pour se consacrer pleinement à l'Union progressiste, et occupe diverses responsabilités au sein de cette organisation, notamment la direction de sa fédération de la Seine.
Il devient alors le modèle du "compagnon de route" du PCF, participant à l'activité de plusieurs organisations de masse, comme le Mouvement de la Paix, le Secours populaire français ou l'association France-URSS. 
À partir de 1948, il quitte la rédaction de Franc-tireur pour rejoindre celle de Libération, où il travaille jusqu'à son décès brutal à 61 ans.